# Jan Strakatý
Jan Strakatý (22. října 1835 Praha – 10. června 1891 Praha) byl český právník, politik a ochotnický divadelník. Publikoval i pod zkratkou J. St. a pseudonymem Jan Pestrý.

## Život
Byl synem slavného operního pěvce Karla Strakatého, prvního interpreta písně Kde domov můj?. Studoval na akademickém gymnáziu, kde k jeho učitelům patřili Václav Kliment Klicpera, Josef Chmela a Jan Lebeda.
V roce 1859 absolvoval práva. Stal se jednatelem Právnické jednoty (1863-68) a advokátem (1867-71). Od roku 1871 působil jako c. k. notář.
V rámci notářské komory pro Království české, jejímž byl členem a později předsedou, prosazoval používání českého jazyka. Pracoval v komisi pro českou právní terminologii a publikoval odborné texty v časopise Právník i samostatně. Zaměřil se mimo jiné na ochranu spotřebitelů a dlužníků proti falšování potravin, lichvě a chabrusu při exekucích.
V roce 1867 byl zvolen poslancem zemského sněmu za okresy Blatná, Březnice a Mirovice. V srpnu 1868 patřil mezi 81 signatářů státoprávní deklarace českých poslanců, v níž česká politická reprezentace odmítla centralistické směřování státu a hájila české státní právo. Vedle toho byl i členem rady obecních starších, okresní školní rady v Praze a předsedou Občanského klubu josefovského.
Účastnil se i pražského kulturního života. Byl druhým režisérem ochotnického divadla u sv. Mikuláše (spolu s Pavlem Švandou ze Semčic). V letech 1870-71 zastával místo uměleckého ředitele Prozatímního divadla. Překládal a upravoval zahraniční divadelní hry, zejména francouzské. Finančně podporoval umělce v nouzi. Umělecká beseda, kde byl dlouholetým starostou, mu za zásluhy udělila čestné členství.
Zemřel na srdeční vadu. Pohřben byl 13. června 1891 v Blatné.